# Сомали на летних Олимпийских играх 2016
Сомали на летних Олимпийских играх 2016 года было представлено двумя спортсменами в лёгкой атлетике. Сомали, вместе ещё с 8 странами, имело одну из самых малочисленных делегаций на Играх. Меньше спортсменов было только у сборной Тувалу, которая представлена 1 атлетом.

## Состав сборной
Лёгкая атлетика
1. Мохамед Дауд Мохамед
2. Марьян Мусе

## Результаты соревнований

### Лёгкая атлетика
ИААФ разрешила выступить от Сомали на играх двум спортсменам (один мужчина и одна женщина).
Мужчины
Беговые дисциплины
| Дисциплина         | Спортсмен            | Предварительный раунд | Предварительный раунд | Предварительный раунд | Четвертьфиналы | Четвертьфиналы | Четвертьфиналы | Полуфиналы    | Полуфиналы    | Полуфиналы    | Финал                | Финал                |
| Дисциплина         | Спортсмен            | Забег                 | Время                 | Место                 | Забег          | Время          | Место          | Забег         | Время         | Место         | Время                | Место                |
| ------------------ | -------------------- | --------------------- | --------------------- | --------------------- | -------------- | -------------- | -------------- | ------------- | ------------- | ------------- | -------------------- | -------------------- |
| бег на 5000 метров | Мохамед Дауд Мохамед | 1                     | 14:57,84              | 24                    | не проводится  | не проводится  | не проводится  | не проводится | не проводится | не проводится | завершил выступление | завершил выступление |

Женщины
Беговые дисциплины
| Дисциплина        | Спортсмен   | Предварительный раунд | Предварительный раунд | Предварительный раунд | Четвертьфиналы | Четвертьфиналы | Четвертьфиналы | Полуфиналы            | Полуфиналы            | Полуфиналы            | Финал                 | Финал                 |
| Дисциплина        | Спортсмен   | Забег                 | Время                 | Место                 | Забег          | Время          | Место          | Забег                 | Время                 | Место                 | Время                 | Место                 |
| ----------------- | ----------- | --------------------- | --------------------- | --------------------- | -------------- | -------------- | -------------- | --------------------- | --------------------- | --------------------- | --------------------- | --------------------- |
| бег на 400 метров | Марьян Мусе | 6                     | 1:10,14               | 8                     | не проводится  | не проводится  | не проводится  | завершила выступление | завершила выступление | завершила выступление | завершила выступление | завершила выступление |